# Mary Page Keller
Mary Page Keller (Monterey Park, Californië, 3 maart 1961) is een Amerikaans actrice. Ze is waarschijnlijk vooral bekend van haar rol als Laura Kelly in de serie Duet.

## Film
- Scared Stiff (1987)
- A Place to Hide (1989)
- Ulterior Motives (1993)
- Picture Perfect (1995)
- Any Place But Home (1997)
- The Negotiator (1998)
- Venomous (2001)
- Timecop 2: The Berlin Decision (2003)
- Charlie Wilson's War (2007)
- Gigantic (2008)
- Spooner (2009)
- Beginners (2010)

## Televisie
- Ryan's Hope (1982–1983)
- Another World (1983–1985)
- Duet (1987–1989)
- Open House (1989–1990)
- Baby Talk (1991–1992)
- Camp Wilder (1992–1993)
- Joe's Life (1993)
- Zoe, Duncan, Jack and Jane (1999)
- Chasing Life (2014)

- Biblioteca Nacional de España: XX1265815
- Bibliothèque nationale de France: cb14192849s (data)
- Gemeinsame Normdatei: 1237127963
- International Standard Name Identifier: 0000 0000 5936 7991
- Library of Congress Control Number: no2012123786
- Système universitaire de documentation: 131923889
- Virtual International Authority File: 39586971
- WorldCat: E39PBJjxxcj4VmDMc8wRt6CbBP